# 蒙特罗索
蒙特罗索，是西班牙加利西亚自治区卢戈省的一个市镇。 总面积115平方公里，总人口4235人（2001年），人口密度37人/平方公里。